# شونفلد (زاکسونی)
شونفلد (به آلمانی: Schönfeld) یک شهر در آلمان است که در مایسن واقع شده‌است. شونفلد ۲٬۰۳۲ نفر جمعیت دارد.